# Scrippsia pacifica
Scrippsia pacifica är en nässeldjursart som beskrevs av Torrey 1909. Scrippsia pacifica ingår i släktet Scrippsia och familjen Polyorchidae. Inga underarter finns listade i Catalogue of Life. Artens utbredningsområde är nordöstra Stilla Havet utmed Kaliforniens kust.